# Tsukamoto Dai
Tsukamoto Dai (sinh ngày 23 tháng 6 năm 2001) là một cầu thủ bóng đá người Nhật Bản.

## Sự nghiệp câu lạc bộ
Tsukamoto Dai hiện đang chơi cho Gamba Osaka.